# عبد الله العنزي (لاعب كرة قدم مواليد 1998)
عبد الله فتيخان العنزي مواليد 1 يوليو 1998 في السعودية، هو لاعب كرة قدم سعودي.

## مسيرة اللاعب
لعب سابقاً في الفئات السنية في النادي الأهلي ونادي أبها ونادي النهضة ونادي المجزل ونادي الخلود.